# Inez Wiatr

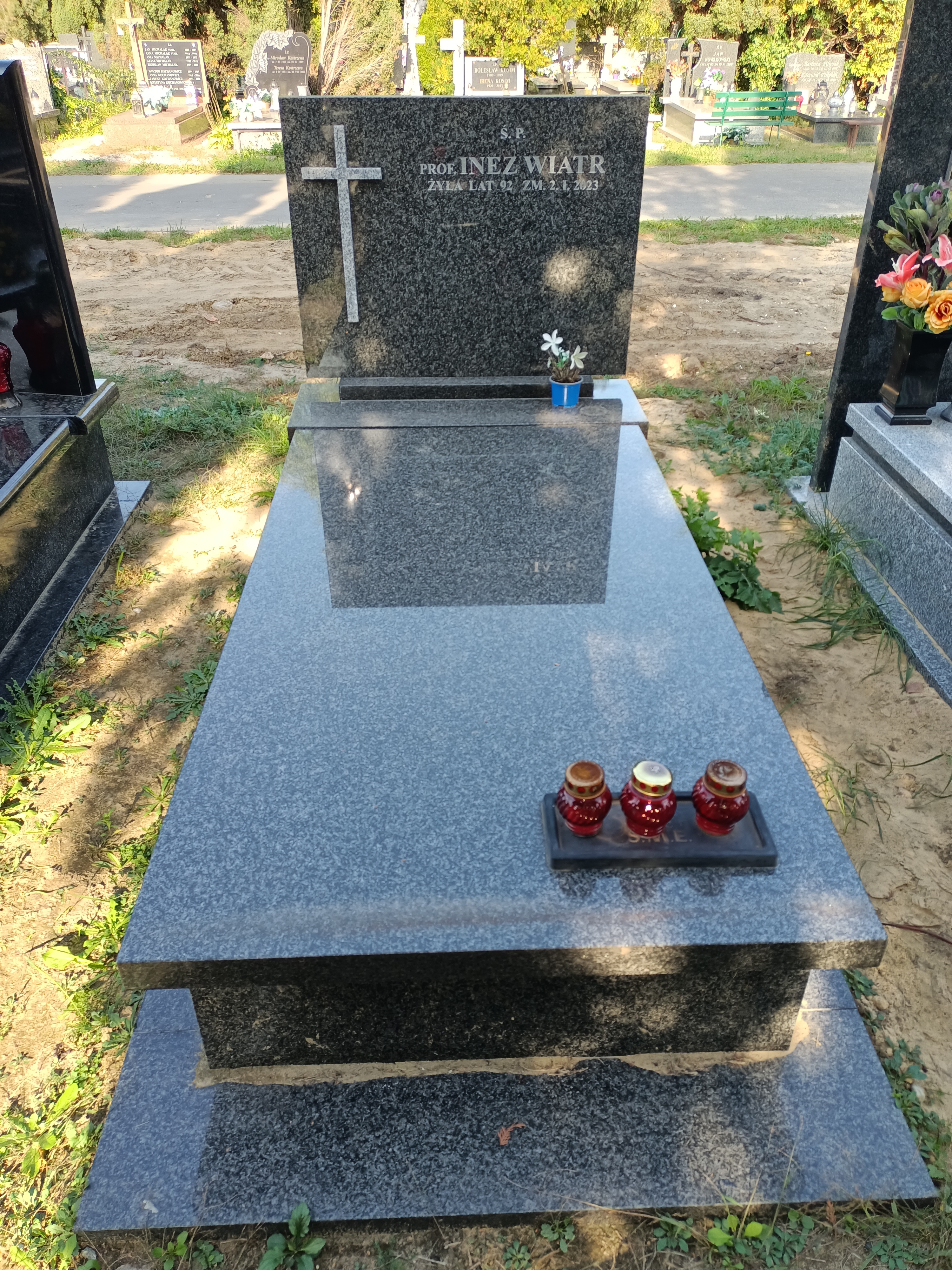
Grób Inez Wiatr na Cmentarzu Komunalnym Północnym w Warszawie

Inez Teresa Barbara Wiatr, z d. d'Auguste (ur. 1 stycznia 1930 w Warszawie, zm. 2 stycznia 2023 tamże) – polska inżynier, prof. dr hab.

## Życiorys
Córka Leonarda i Ondiny. W 1954 ukończyła studia na Wydziale Geologii Uniwersytetu Warszawskiego. W latach 195-1964 pracowała w pracowniach geologicznych Przedsiębiorstwa Poszukiwań i Badań Złóż Torfu "Geotorf" i Spółdzielczego Biura Projektów Inwestprojekt w Warszawie. W latach 1965–1974 była zatrudniona na Uniwersytecie Warszawskim. Tam w 1973 obroniła pracę doktorską. W latach 1974–1983 pracowała w Ośrodku Badawczo-Rozwojowym Informatyki Gospodarki Terenowej i Ochrony Środowiska. W 1979 uzyskała w Akademii Górniczo-Hutniczej w Krakowie stopień doktora habilitowanego. Od 1984 pracowała na Politechnice Lubelskiej. Tam stworzyła powstałą w 1993 Katedrę Inżynierii Ekologicznej na Wydziale Mechanicznym. 17 listopada 1990 uzyskała tytuł profesora nauk przyrodniczych. 
Była zatrudniona w Katedrze Maszyn Przemysłu Spożywczego na Wydziale Mechanicznym Politechniki Lubelskiej.
Została pochowana na cmentarzu komunalnym Północnym na Wólce Węglowej (kwatera:W-XVII-3, rząd:1A, grób:10).

## Odznaczenia
- Złoty Krzyż Zasługi[4]
- Krzyż Kawalerski Orderu Odrodzenia Polski (1997)[7]